# ESPN FC
ESPN FC (în trecut ESPN Soccernet) este un site web specializat în domeniul fotbalului. Site-ul a fost redenumit în "ESPN FC" (Entertainment and Sports Programming Network Football Club) în august 2012.